# تشيانغ هوى تشوان
تشيانغ هوى تشوان (بالصينية: 陈玘) (من مواليد 4 مايو 1981) هي لاعبة كرة لينة من تايوان.
شاركت في دورة الألعاب الآسيوية 2006 في الدوحة، قطر.

## روابط خارجية
- تشيانغ هوى تشوان على موقع أوليمبيديا (الإنجليزية)